# Оленин, Василий Максимович
Василий Максимович Оленин — советский военный, государственный и политический деятель, генерал-майор.

## Биография
Родился в 1905 году в деревне Ивановская. Член КПСС с 1928 года.
С 1921 года — на военной службе, общественной и политической работе. В 1921—1956 гг. — комсомолец, председатель гармонной артели, в Советской Армии, слушатель рабочего факультета, на политической работе по партийному призыву в Рабоче-Крестьянской Красной Армии, участник Великой Отечественной войны, комиссар корпуса, Член Военного Совета 60-й армии, Член Военного совета Кубанского военного округа, на политической работе в Советской Армии: на 1948—1949 годы — заместитель командующего 38-й армии Прикарпатского военного округа по политической части.
Умер в 1956 году. Похоронен на Введенском кладбище (14 уч.).